# Bourses Zellidja
 (juillet 2025).
La mise en forme du texte ne suit pas les recommandations de Wikipédia : il faut le « wikifier ».
Les points d'amélioration suivants sont les cas les plus fréquents. Le détail des points à revoir est peut-être précisé sur la page de discussion.
- Les titres sont pré-formatés par le logiciel. Ils ne sont ni en capitales, ni en gras.
- Le texte ne doit pas être écrit en capitales (les noms de famille non plus), ni en gras, ni en italique, ni en « petit »…
- Le gras n'est utilisé que pour surligner le titre de l'article dans l'introduction, une seule fois.
- L'italique est rarement utilisé : mots en langue étrangère, titres d'œuvres, noms de bateaux, etc.
- Les citations ne sont pas en italique mais en corps de texte normal. Elles sont entourées par des guillemets français : « et ».
- Les listes à puces sont à éviter, des paragraphes rédigés étant largement préférés. Les tableaux sont à réserver à la présentation de données structurées (résultats, etc.).
- Les appels de note de bas de page (petits chiffres en exposant, introduits par l'outil «  Source ») sont à placer entre la fin de phrase et le point final[comme ça].
- Les liens internes (vers d'autres articles de Wikipédia) sont à choisir avec parcimonie. Créez des liens vers des articles approfondissant le sujet. Les termes génériques sans rapport avec le sujet sont à éviter, ainsi que les répétitions de liens vers un même terme.
- Les liens externes sont à placer uniquement dans une section « Liens externes », à la fin de l'article. Ces liens sont à choisir avec parcimonie suivant les règles définies. Si un lien sert de source à l'article, son insertion dans le texte est à faire par les notes de bas de page.
- La présentation des références doit suivre les conventions bibliographiques. Il est recommandé d'utiliser les modèles {{Ouvrage}}, {{Chapitre}}, {{Article}}, {{Lien web}} et/ou {{Bibliographie}}. Le mode d'édition visuel peut mettre en forme automatiquement les références.
- Insérer une infobox (cadre d'informations à droite) n'est pas obligatoire pour parachever la mise en page.

Pour une aide détaillée, merci de consulter Aide:Wikification.
Si vous pensez que ces points ont été résolus, vous pouvez retirer ce bandeau et améliorer la mise en forme d'un autre article.
Les bourses de voyages Zellidja sont attribuées à des jeunes âgés de 16 à 20 ans, qui ont élaboré un projet de voyage individuel avec un budget limité sur un thème et dans un pays qu'ils ont choisi.
La Fondation Zellidja, sous l’égide de la Fondation de France, et avec le soutien de l'Éducation nationale,, assure la distribution et le financement des bourses de voyage Zellidja. Le rôle de l'Association Zellidja est de développer le concept de Zellidja et d'en faire la promotion. Elle s'occupe aussi de la sélection des jeunes candidats.
Créée en 2004, la nouvelle fondation a permis d’accroître le nombre de bourses Zellidja, auparavant gérées exclusivement par l’Association des Lauréats Zellidja, en particulier grâce au mécénat d’entreprise.

## Principes
L’Association Zellidja propose des bourses aux jeunes de 16 à 20 ans afin qu’ils puissent, à l’occasion d’un voyage en solitaire mené dans des conditions modestes, approfondir un sujet qui leur tient à cœur. Le voyage du jeune doit durer 1 mois minimum. Le choix des candidats se fait sur présentation d'un projet d'une dizaine de pages. 
Au retour du premier et du second voyage, le jeune doit présenter un carnet de route, un rapport d'étude sur le thème de son choix, et un journal de comptes. Des jurys composés d'anciens lauréats jugent la qualité des rapports. Si ces rapports sont jugés satisfaisants, le jeune est proclamé « lauréat » pendant une cérémonie qui se tient à chaque mois de juin.
De la qualité du premier rapport de voyage dépend l'octroi d'une seconde bourse. Et de la qualité du rapport du second voyage dépend la nomination du jeune au titre symbolique de lauréat.

## Histoire

### De 1939 à 1974
En 1939, l'architecte français Jean Walter fonde les bourses Zellidja, pour offrir à de jeunes lycéens la possibilité d’effectuer pendant environ un mois un voyage d’étude sur le thème de leur choix. Son idée est née d'un voyage à bicyclette de 6 000 km qu'il avait effectué en 1899 jusqu'à Constantinople lorsqu'il était étudiant. Il avait vécu cette expérience comme une épreuve passionnante mais difficile. La création des bourses de voyage Zellidja quarante ans plus tard avait pour but de donner à de jeunes gens l'opportunité de vivre une expérience d'autonomie similaire qui favoriserait leur réussite professionnelle. Il attribua à ces bourses le nom « Zellidja », en référence aux mines de plomb et de zinc qu'il avait découvertes en 1924 et qu'il exploitait dans le village de Zellidja Sidi Boubker au Maroc.
La Fondation nationale des Bourses Zellidja est créée en 1947.
Jusqu'en 1956, Jean Walter gère personnellement son œuvre, d’abord seul, puis dans le cadre de la fondation avec le concours du ministère de l’Éducation nationale. Afin d’en assurer la pérennité, il confie avant sa mort la direction de cette fondation à l’Académie française.
Dans ses meilleures années, la fondation décerne jusqu'à 200 bourses de premier voyage et 50 bourses de deuxième voyage. Les voyageurs rendant un bon dossier à l'issue du deuxième voyage sont déclarés lauréats, et les meilleurs sont distingués. Jules Romains en tant que président, Marcel Pagnol et Maurice Genevoix en tant qu’administrateurs, assument son fonctionnement.
Les bourses Zellidja ont alors un grand rayonnement dans les lycées, comme au lycée Clemenceau de Nantes. En 1949, neuf bourses sont accordées aux candidats de ce lycée (sur 18 dossiers présentés) et il « se classe au premier rang de 75 établissements de France au concours des projets de voyage financés par la fondation ».
Parallèlement, l’Association des lauréats Zellidja est créée en 1949. Elle regroupe les jeunes ayant été déclarés lauréats à l’issue de leurs deux voyages. L’objectif de l’Association des lauréats Zellidja est de faire connaître l’aventure Zellidja et de développer les liens d’amitié entre ses membres.
En 1949-1950, lorsque Jean Walter décide de financer un pavillon à la Cité internationale universitaire de Paris, il souhaite en réserver une part importante aux boursiers de sa fondation, ce qui provoque des remous dans les autorités de tutelle car ce n'est pas conforme à l'esprit de la Cité.
À partir de 1976, les bourses  "Zellidja" gérées par l'Académie Francaise deviennent les bourses "Jean Walter Zellidja" et seront désormais décernées à des élèves francophones des grandes écoles, à des étudiants des universités, des instituts, conservatoires ou autres établissements d’enseignement supérieur qui, en complément de leur formation en France, désirent entreprendre des recherches personnelles exclusivement à l’étranger grâce à un séjour d’environ une année.
Jean Walter décède le 11 juin 1957. La Fondation est reconnue d’utilité publique le 27 septembre 1963. La Fondation est dissoute en 1974, mais l'Association perdure.

### De 1979 à 2004
Cette section ne s'appuie pas, ou pas assez, sur des sources secondaires ou tertiaires indépendantes du sujet. Le texte peut contenir des analyses inexactes ou inédites de sources primaires.
Pour l'améliorer, ajoutez-en, ou placez des modèles {{Source secondaire souhaitée}} ou {{Source secondaire nécessaire}} sur les passages mal sourcés. (juillet 2025)
En 1979, l’Association des lauréats Zellidja reprend à son compte les bourses Zellidja, persuadée de l’intérêt et de l’actualité de cette expérience pour les jeunes. Les premières bourses sont financées par ses membres. Le relais est rapidement pris par différents mécènes qui se succèdent aux côtés de l’association (ministère de la Jeunesse et des Sports, ministère de l’Agriculture, ministère de l’Industrie et de l’Aménagement du territoire, la Région Aquitaine, le Conseil national des ingénieurs et scientifiques de France, Télécom Paris, TDF, ANVAR, Fondation de France, Commission des Communautés européennes, entreprises privées…) grâce à des contributions qui permettent de faire partir chaque année 50 à 100 boursiers.

### Depuis 2004
En 2004, des lauréats Zellidja constituent une nouvelle Fondation Zellidja sous l’égide de la Fondation de France, qui assure la pérennité des bourses Zellidja. Son objectif est de continuer à augmenter le nombre de bourses chaque année et toucher des jeunes de plus en plus nombreux et de toutes origines. Elle est présidée par Jean-Jacques Walter, petit-fils de Jean Walter.
Les bourses sont financées par des subventions publiques (Ministère de la Santé, de la Jeunesse, des Sports et de la Vie associative, ministère de l'Éducation nationale), par le mécénat privé (Fondation La Poste, Fondation Orange, Caisses d'Épargne, Saint-Gobain, entre autres), et par les dons des lauréats Zellidja et autres dons philanthropiques. En parallèle, l’association organise la sélection des candidats et la promotion des bourses.
En 2008, la fondation a distribué 203 bourses. Afin d'élargir son audience, l'Association des lauréats devient en 2010 Association Zellidja, et regroupe boursiers et lauréats. La même année, l'Association fonde le Fonds de dotation Zellidja, afin de pouvoir recueillir dans de meilleures conditions dons et legs. En 2011, la fondation et l'association Zellidja ont signé une convention de don des archives à la Bibliothèque nationale de France (BnF). Les rapports d'études et les carnets de voyage des boursiers sont donc désormais archivés au Département Cartes et Plans de la Bibliothèque nationale de France et consultables sur le site Gallica.

## La cérémonie annuelle Zellidja
Cette section ne s'appuie pas, ou pas assez, sur des sources secondaires ou tertiaires indépendantes du sujet. Le texte peut contenir des analyses inexactes ou inédites de sources primaires.
Pour l'améliorer, ajoutez-en, ou placez des modèles {{Source secondaire souhaitée}} ou {{Source secondaire nécessaire}} sur les passages mal sourcés. (juillet 2025)
Chaque année, au mois de juin, la Fondation et l’Association Zellidja organisent la cérémonie Zellidja, au cours de laquelle les nouveaux lauréats sont mis à l'honneur et récompensés. Depuis plusieurs années déjà, cet événement prend place à la BNF, permettant ainsi aux bénévoles, partenaires et lauréats de se succéder sur scène. C'est un moment d'échange et de partage ponctué par diverses animations organisées par les bénévoles (anciens Z) : témoignages, projections, discours, musique, ... Cette cérémonie favorise les rencontres et l'échange, c'est pourquoi depuis 1992, des marraines et parrains sont invités à venir participer à l'évènement afin de partager leurs expériences.

## Quelques lauréats
Cette section ne s'appuie pas, ou pas assez, sur des sources secondaires ou tertiaires indépendantes du sujet. Le texte peut contenir des analyses inexactes ou inédites de sources primaires.
Pour l'améliorer, ajoutez-en, ou placez des modèles {{Source secondaire souhaitée}} ou {{Source secondaire nécessaire}} sur les passages mal sourcés. (juillet 2025)
- Clara Arnaud, autrice
- Christian Blanc, haut fonctionnaire, chef d'entreprise et homme politique.
- Jean Baubérot, sociologue et historien[8].
- Philippe Beaussant, musicologue[8].
- Bruno Bourg-Broc, homme politique français[9].
- Daniel Buren, artiste peintre et sculpteur[8].
- Gérard Calot, démographe et statisticien[8].
- Jean Clair, conservateur général du patrimoine, écrivain, essayiste et historien[8].
- Isabelle Colombat, écrivaine
- Jean-Pierre Elkabbach, journaliste[8].
- Mohamed Lamine Fadika, homme politique de la République de Côte d'Ivoire.
- Jean-Jacques Favier, spationaute à l'Agence spatiale européenne.
- Linda Gardelle, sociologue et autrice
- Jacques Godfrain, homme politique[8].
- Serge Klarsfeld, écrivain, historien et avocat de la cause des déportés[8].
- Philippe Labro, écrivain, journaliste, réalisateur et parolier[8].
- Emmanuel Lacresse, haut fonctionnaire et homme politique.
- Marc Ladreit de Lacharrière, chef d'entreprise français
- Dominique Lapierre, écrivain et philanthrope[8].
- Luis de Miranda, écrivain et philosophe[8].
- Claude Nedjar, producteur de cinéma[8].
- Jean-Pierre Perrin, reporter et écrivain[8].
- Claude Poinssot, conservateur en chef du patrimoine, archéologue.
- Denis Segrestin, sociologue[8].
- Juliette Singer, conservatrice de musée et commissaire d’exposition français.
- Claude-Marie Vadrot, écrivain, journaliste et maître de conférence à Paris 8[8].
- Nicolas Vanier, aventurier
- Jacques Villeret, comédien.
- Benjamin Wiacek, journaliste spécialisé sur le Moyen-Orient et l’Afrique du Nord[10].
- Gérard Worms, banquier et entrepreneur[8].

## Présidents de l'association Zellidja
Cette section ne s'appuie pas, ou pas assez, sur des sources secondaires ou tertiaires indépendantes du sujet. Le texte peut contenir des analyses inexactes ou inédites de sources primaires.
Pour l'améliorer, ajoutez-en, ou placez des modèles {{Source secondaire souhaitée}} ou {{Source secondaire nécessaire}} sur les passages mal sourcés. (juillet 2025)
- 1951-1954 : Jean Crozel, Z50
- 1954-1955 : Michel Piguet, Z49
- 1955-1956 : Jean Hardy, Z52
- 1956-1958 : François Boudringhin, Z47
- 1958-1960 : Bernard Saladin d'Anglure, Z54
- 1960-1964 : Jean Aper, Z50
- 1964-1968 : Jean-Pierre Clerc, Z59
- 1968-1975 : Claude-Marie Vadrot, Z58
- 1975-1977 : Denis Segrestin, Z63
- 1977-1982 : Jean-Pierre Girier, Z57
- 1982-1984 : Paul Hunsinger, Z69
- 1984-1990 : Daniel Guinand, Z57
- 1990-1993 : Michel Helfter, Z71
- 1993-2001 : Jean-Claude Prevel, Z52
- 2001-2007 : Gérard Godde, Z60
- 2007-2011 : Raphaël Butruille, Z89
- 2011-2012 : Emmanuel Lacresse, Z87
- 2012-2014 : Soizic Charpentier, Z85
- 2014-2016 : Juliette Singer, Z94
- 2016-2018 : Marion Robert, Z2001
- 2018-2019 : Mélanie Meslay, Z2010
- 2019-2023 : Ana Larderet, Z 2009
- 2023-... : Julia Seitre, ASS-2000

## Publications
Plusieurs rapports (anciens ou récents) sont publiés chaque année, notamment aux Éditions de l'Harmattan. Tous les rapports sont répertoriés au siège de l'association, à Paris.
Exemples :
- Géraldine Gudefin, Quel avenir pour les kibboutzim d'Israël ?, Paris, L'Harmattan, 2007 (en ligne).